# Împărăteasa Go-Sakuramachi
Împărăteasa Go-Sakuramachi (japoneză 後桜町天皇; 23 septembrie 1740 – 24 decembrie 1813) a fost al 117-lea împărat al Japoniei,  potrivit ordinii tradiționale de succesiune.
Domnia lui Go-Sakuramachi s-a întins din 1762 până în 1771 când a abdicat în favoarea nepotului ei.
A fost numită după tatăl ei, Împăratul Sakuramachi iar go- (後), se traduce literar ca "mai târziu". Cuvântul japonez "go" se poate traduce ca "al doilea"; în unele surse vechi, împărăteasa este identificată ca "Sakuramachi al II-lea".
În istoria Japoniei, Go-Sakuramachi a fost ultima din cele opt femei care au deținut rolul de împărăteasă. Cele șapte femei monarh care au domnit înainte de Go-Sakuramachi au fost:  (a) Suiko, (b) Kōgyoku/Saimei, (c) Jitō, (d)Gemmei, (e) Genshō, (f) Kōken/Shōtoku și (g) Meishō.